# Utbildningsinstitution
Utbildningsinstitution är en annan och samlande beteckning för skola, institut, högskola, universitet eller liknande. Den är således en inrättning med huvudsakligt syfte att bedriva utbildning.